# 국제 관계 (1919년-1939년)
국제 관계 (1919년-1939년)(영어: international relations (1919-1939))는 외교와 경제 관계에 중점을 두고 전간기로 알려진 이 시대의 세계사를 형성하는 주요 상호 작용을 다룬다. 여기에서 다루는 내용은 제1차 세계 대전의 외교 역사를 따르고 제2차 세계 대전의 외교 역사를 선행한다. 전후 외교 및 국제 관계의 중요한 단계에는 독일과 국경이 빚진 배상금과 같은 전시 문제의 해결이 포함되었다. 유럽 재정 및 군축 프로젝트에 대한 미국의 참여, 국제연맹의 기대와 실패, 새로운 나라와 옛 나라의 관계, 자본주의 세계에 대한 소련의 불신한 관계, 평화와 군축 노력, 1929년부터 시작된 대공황에 대한 대응, 세계 무역의 붕괴, 민주주의 체제의 붕괴, 경제적 자립자의 성장, 중국에 대한 일본의 공격성, 무솔리니의 이탈리아와 히틀러와 독일의 공격적인 움직임을 포함한 파시스트적 외교, 스페인 내전, 라인란트, 오스트리아, 체코슬로바키아를 향한 독일의 팽창주의적 움직임에 대한 유화와 또 다른 세계 대전이 점점 더 다가오고 있었다.

## 평화와 군축
1920년대에는 큰 전쟁이 없었다. 주변에서는 일반적으로 1922년에 끝났고 확대될 위협이 없는 소규모 전쟁이 몇 차례 있었다. 1917-22년의 러시아 내전, 1919-21년의 폴란드-소련 전쟁, 1919-22년의 그리스-터키 전쟁, 아일랜드와 같은 일부 내전은 예외였다. 대신에 평화의 이상은 1920년대 모든 주요 국가의 외교를 지배한 주제이다. 영국 노동당 지도자이자 수상인 Ramsay MacDonald는 특히 다음과 같이 분명히 말했다.
"국제 연맹과 같은 기구의 보증을 목표로 하는 즉시 협정의 군사적 가치를 최소화하고 종속시키고 실행된 화해, 중재, 공정 및 사법적 판단에서 나오는 도덕적 보증을 실제로 효과적인 기준으로 끌어올리는 것이다."

### 국제 연맹
평화와 안정을 가져오고 분쟁을 해결하기 위한 주요 기관은 1919년에 창설된 국제 연맹이었다.동맹은 미국, 독일, 소련과 이후 일본의 불참으로 약화되었다. 주요국, 특히 일본과 이탈리아가 불리한 결정을 받아들이지 않는 것을 감당할 수 없었으며 역사가들은 이것이 주요 분쟁에서 비효율적이라는 데 동의한다.
일련의 국제적 위기로 인해 국제 연맹은 한계에 다다랐으며, 가장 이른 것은 일본의 만주 침공이었다. 일본은 질책을 받고 국제 연맹을 탈퇴했다.
이것은 곧 이탈리아가 두 개의 독립 아프리카 국가 중 하나인 에티오피아(아비시니아)를 침공한 1934-36년의 아비시니아 위기로 이어졌다. 연맹은 이탈리아에 경제 제재를 가하려고 했지만 소용이 없었으며 이 사건은 프랑스와 영국의 약점을 부각시켰는데, 이탈리아를 소외시키고 히틀러의 독일에 대항하는 균형추로서 이탈리아를 잃는 것을 꺼려하는 것이 대표적이다. 서방 열강이 취한 제한된 행동으로 무솔리니의 이탈리아는 히틀러의 독일과 동맹을 맺었다.
국제 연맹은 분쟁을 해결하는 중이었다. 그것은 스페인 내전을 다루는 데 아무런 역할도 하지 않았다. 국제 연맹는 또한 스페인과 모로코 분리주의자 간의 리프 전쟁과 같은 주요 유럽 국가와 관련된 다른 소규모 분쟁을 해결할 수 없었다.

### 군비 축소
워싱턴 군축 회의(Washington Arms Conference) 또는 워싱턴 군축 회의(Washington Disarmament Conference)라고도 알려진 워싱턴 해군 군축 조약(Washington Naval Conference)은 워렌 G. 하딩 미국 대통령이 소집한 군사 회의로 1921년 11월 12일부터 1921년 11월 12일까지 국무장관 찰스 에반스 휴즈(Charles Evans Hughes)의 의장 하에 워싱턴에서 개최되었다. 1922년 2월 6일. 국제 연맹의 후원 없이 개최된 이 회담에는 미국, 일본, 중국, 프랑스, 영국, 이탈리아, 벨기에, 네덜란드, 포르투갈 등 9개국이 참석했으며 소비에트 러시아는 초청되지 않았다. 이번 회의는 태평양과 동아시아의 이해관계에 대한 오해나 갈등을 해결하는 데 초점을 맞췄으며 주요 성과는 10년 동안 지속된 모든 참가자가 동의한 일련의 해군 군축이었다. 그 결과 4개국 조약, 5개국 조약(워싱턴 해군 군축 조약), 9개국 조약의 세 가지 주요 조약과 여러 소규모 협정이 체결되었다.
이제 영국이 주도권을 잡았다. 1930년의 성공적인 런던 해군 군축 조약은 1922년에 처음으로 체결된 주요 강대국 간의 군함 제한을 계속했다. 1922-30년의 조약은 1920년대 동안 평화를 유지했지만 1931년부터 세계 정세가 점점 더 부정적으로 바뀌면서 갱신되지 않았다.

### 로카르노의 평화정신
1925년 로카르노에서 소련을 제외한 유럽의 강대국들이 체결한 7개의 국제 조약은 독일의 정당성을 크게 강화하여 독일이 강대국의 역할과 국제 연맹의 회원 자격으로 돌아가는 길을 열었다. 1926년, 평의회에 영구 의석이 있었다. 로카르노 조약은 1924년에서 1930년 사이에 서유럽의 정치 환경에 극적인 개선을 가져왔으며그들은 종종 "로카르노의 정신"이라고 불리는 지속적인 평화로운 정착에 대한 기대를 조장했다. 이 정신은 1926년 독일이 동맹에 가입하고 독일의 라인란트를 점령한 연합군이 철수하면서 구체화되었다.
역사가 Sally Marks는 다음과 같이 말했다.
"이제부터 로카르노의 정신은 평화를 위한 기반으로서 시행을 대신하는 화해를 대체할 것이다. 그러나 어떤 사람들에게는 평화가 현실보다는 절망적인 희망으로 남아 있으며 소수의 사람들은 로카르노의 정신이 건설을 위한 연약한 토대라는 것을 알고 있었다."
하지만 나치 독일에서는 평화정신이 소용이 없었으며 1936년 3월 7일 비무장화된 라인란트에 군대를 주둔하여 로카르노 조약 자체를 거부했다.

### 전쟁의 불법화
1928년의 켈로그-브리앙 조약은 미국과 프랑스가 초안을 작성하여 사실상 전쟁을 불법화하여 "그들 사이에서 발생할 수 있는 성격이나 기원에 관계없이 분쟁이나 갈등"을 해결하기 위한 것이었다. 대부분의 국가는 평화로운 외교 정책의 목표를 촉진하기 위해 기꺼이 서명하고 이를 사용했지만 유일한 문제는 모든 전쟁 포기의 실제 공식이었으며 프랑스인들은 정의를 침략 전쟁으로 제한하기를 원했지만 미국인은 모든 종류의 전쟁을 포함해야 한다고 주장했다. 역사가 해롤드 조셉슨은 협정이 도덕주의와 율법주의, 외교 정책에 대한 영향력 부족으로 인해 조롱을 받아왔다고 지적하며 그는 그것이 오히려 더 활동적인 미국 외교 정책으로 이어졌다고 주장하며 전쟁의 사용을 포기하고 분쟁의 평화적 해결과 침략을 방지하기 위한 집단적 무력의 사용을 촉진하는 주요 조항은 UN 헌장 및 기타 조약에 통합되었다고 말한다. 이후 내전은 계속되었지만, 1945년 이래로 기성 국가들 사이의 전쟁은 중동의 몇몇 예외를 제외하고는 드물었다.
미국에서는 여성 단체와 개신교 교회에서 열렬한 지원이 있었다.

### 독가스의 불법화
독가스는 1920년대에 세계적인 십자군 운동의 초점이 되었다. 독가스는 전투에서 이기지 못했고 장군들도 원하지 않았다. 군인들은 총알이나 폭발성 포탄보다 훨씬 더 강렬하게 이를 꺼려했으며 1918년까지 화학 포탄은 프랑스의 재고 35%, 영국 재고의 25%, 미국 재고의 20%를 차지했다. "질식, 유독성 또는 기타 가스 및 세균학적 전쟁 방법의 전쟁에서의 사용 금지에 관한 제네바 의정서는 1925년에 발행되었으며 모든 주요 국가에서 정책으로 수용되었다.

## 유럽

### 대영제국
영국은 1920년대에 이전보다 지배적인 외교 세력이 덜한 문제가 있었으며, 종종 재정적 우위를 행사하는 미국에 굴복해야 했다. 영국 외교 정책의 주요 주제는 1919년 파리 평화 회의에서 로이드 조지 수상이 프랑스의 보복 요구를 완화하기 위해 열심히 일한 역할을 포함했다. 그는 부분적으로는 성공했지만 영국은 독일에 대한 보복을 실행하려는 프랑스인을 계속해서 제지해야 했다.영국은 새로운 국제 연맹의 적극적인 회원이었지만 반복되는 실패가 주된 결과였다.
정치적으로 자유당인 로이드 조지가 이끄는 연립 정부는 주로 보수당의 지원에 의존했다. 그는 주로 보수당과 협력함으로써 점점 줄어들고 있는 자유당 지지자들의 기반을 점점 더 적대시했으며, 외교 정책상의 문제로 보수당 지지자들의 주요 기반을 적대시했다. 1922년의 차나칼레 위기(1922년 9월 영국과 터키의 국회 정부 사이에 발생한 전쟁 위기)로 영국은 터키와 전쟁의 위기에 놓이게 되었지만 영국의 자치령이 군대의 통행을 반대했고 영국군은 주저했다. 로이드 조지의 공격적인 정책은 평화를 위해 거부되었고 그는 연합의 통제력을 잃었다. 그는 총리로 좌천되었고 이후 다시는 집권하지 못했다.
영국은 프랑스 및 미국과 긴밀한 관계를 유지하고 고립주의를 거부했으며 해군 무기 제한 조약을 통해 세계 평화를 추구했다.1925년 로카르노 조약을 통해 독일과의 평화를 추구했으며 주요 목표는 독일을 번영하고 평화로운 국가로 회복시키는 것이었다.
자치령(캐나다, 호주, 남아프리카 공화국 및 뉴질랜드)은 각각 영국 해군의 보호에 크게 의존했지만 1931년 외교 정책에서 사실상 독립을 달성했다. 1931년 이후 무역 정책은 미국 및 기타 국가에 대한 관세로 영연방에 유리했다. 독립한 아일랜드 자유국과의 관계는 1932-37년에 무역 전쟁이 진행되면서 냉랭한 상태를 유지했다.
독일 문제를 성공적으로 처리한 로카르노의 외무장관 오스틴 체임벌린은 프랑스 및 이탈리아와 협력하여 동유럽 및 발칸 반도의 외교 문제에 대한 마스터 솔루션을 찾도록 지원했다. 체임벌린의 계획은 잘못된 인식과 잘못된 판단으로 인해 결함이 있었기 때문에 상호 적대감을 극복하는 것이 불가능했다.
군축은 의제가 높았고 1921년 워싱턴 군축 회의에서 미국이 주도한 뒤 영국이 중요한 역할을 했었다. 목표는 열강의 해군 군축의 해제였으며 1933년까지 그 역할을 수행했다. 그 후 군축이 무너지고 독일과의 전쟁이 미국의 문제가 되었다.
영국은 전쟁을 치르기 위해 빌린 미국 재무부에 막대한 부채를 지고 있었다. 워싱턴은 부채 상환을 거부했지만 1923년 영국은 9억 7,800만 파운드의 전쟁 부채를 재협상했다. 10년 동안 3,400만 파운드, 52년 동안 4,000만 파운드를 정기적으로 지불하기로 약속했고, 이율을 낮추었다. 미국이 독일에 돈을 빌려주고 독일은 영국에 배상금을 지불하고 미국 정부가 빌린 돈을 갚는 기믹이었다. 영국은 도스 플랜(Dawes Plan)과 영 플랜(Young Plan)을 통해 독일 배상금 지불에 대한 미국의 해결책을 지지했는데, 독일은 뉴욕 은행에서 빌린 돈을 사용하여 배상금을 지불했다.1931년 독일의 모든 배상금 지불이 종료되었고 1932년 영국은 미국에 대한 지불을 중단했다. 독일과 영국의 부채는 1952년 마침내 끝냈다.

#### 노동당
국내 영국 정치에서 급부상하는 노동당은 평화주의에 기반한 독특하고 수상한 외교 정책을 펼쳤다. 그 지도자들은 자본주의, 비밀 외교, 무기 거래 때문에 평화가 불가능하다고 믿었다. 즉 제1차 세계 대전의 심리적 기억을 무시한 물질적 요인과 민족주의와 국가의 경계에 대한 감정적 긴장을 강조한 것이었다. 그럼에도 불구하고 당수인 램지 맥도널드는 수상(1924, 1929~35)으로 유럽 정책에 많은 관심을 기울였다. 1924년 수상으로 10개월 동안 그는 향후 12년 동안 영국 외교 정책의 기본 신조를 수립했다. 그는 1차 세계 대전에 참전하는 것을 강력히 반대했으며 불행한 여파로 많은 관찰자들은 그가 정당화되었다고 생각했다. 독일에 대한 프랑스의 끊임없는 요구는 영국 지도부를 짜증나게 했고 프랑스와의 양자 관계를 약화시켰다. 맥도날드는 “영국이 양측을 지지한다고 말할 수 있는 방식으로 요구를 하게 하라”며 프랑스와 독일 사이에 공평한 정의를 실현하는 것을 높은 원칙으로 삼았다.맥도날드는 도스 플랜을 수용하는 데 핵심적인 역할을 했으며 국제연맹의 꿈을 현실로 만들기 위해 열심히 노력했다. 1924년 수상으로 재임한 10개월 동안 그는 영국 외교의 방향을 정했다.맥도날드와 그의 노동당은 노동조합 활동을 통제하기 위해 공산주의자와 싸운 강력한 기록을 가지고 있었다. 그러나 외교 분야에서 그는 러시아와 데탕트를 했고 1924년 공식적으로 인정했다. 문제는 전쟁 중 러시아에 대한 영국 차관의 상환이었다. 모스크바는 대출이 주어지는 경우에만 지불할 것이라고 말했으나 영국 내부에서 강한 반대가 있었기 때문에 논의는 러시아와의 상업 조약에 초점이 맞춰졌다. 1924년 총선 며칠 전, 언론은 모스크바에 있는 공산주의 인터내셔널(COMINTERN)의 수장인 Grigory Zinoviev가 서명한 폭탄 문서를 발표하여 영국 공산당에 모든 종류의 선동적 활동에 가담할 것을 명령했다. 역사가들은 그 편지가 영리한 위조였으며 선거 운동을 방해했지만 보수당이 승리한 선거를 결정하지는 못했다는 데 동의한다. 노동당에 대한 가장 부정적인 영향은 선거 후 자신의 구조적 약점보다는 속임수에 집중했다는 것이었다.

#### 대공황
1929년에 시작된 대공황은 영국 경제에 엄청난 압박을 가했다. 영국은 영연방(Commonwealth of Nations) 사이에서 낮은 관세를 의미하고 외부 국가와의 무역에 대한 높은 장벽을 의미하는 제국의 선호로 이동했다. 1931년에 뉴욕에서 흘러들어온 돈의 흐름이 고갈되었고, 배상금과 전쟁 부채 상환 체계가 무너졌다.

#### 독일과 이탈리아에 대한 유화정책
제2차 세계 대전의 공포와 죽음에 대한 생생한 기억은 많은 영국인과 모든 정당의 지도자를 전쟁 사이의 평화주의로 이끌었다. 이것은 전쟁의 위협을 피하기 위해 독재자들을 진정시키는 직접적인 원인이 되었다.
이 도전은 독재자들, 처음에는 이탈리아의 베니토 무솔리니, 그 다음은 훨씬 더 강력한 나치 독일의 아돌프 히틀러에게서 나왔다. 국제 연맹은 지지자들에게 실망스러운 것으로 판명되었다. 독재자가 제기한 위협을 해결할 수 없었다. 영국의 정책은 그들이 만족할 것이라는 희망으로 그들을 "달래는" 것이었다. 1938년까지 전쟁이 임박했고 독일이 세계에서 가장 강력한 군대를 보유하고 있다는 것이 분명해졌다. 1938년 뮌헨 협정에서 영국과 프랑스가 히틀러의 요구에 따라 체코슬로바키아를 희생했을 때 유화의 마지막 행동이 나타났다.만족감 대신 히틀러는 폴란드를 위협했고, 마침내 네빌 체임벌린 수상은 유화정책를 포기하고 폴란드를 방어하겠다는 약속을 확고히 했다. 그러나 히틀러는 동유럽을 분할하기 위해 이오시프 스탈린과 거래했으며 1939년 9월 독일이 폴란드를 침공했을 때 영국과 프랑스는 전쟁을 선포했고, 영연방은 영국의 뒤를 따랐다.

#### 자치령과 웨스트민스터 법령
영국으로부터 자치령의 법적 독립은 영국 의회에서 1931년 웨스트민스터 규정이 통과된 후 몇 년 동안 발생했다. 이 법령은 대영제국의 영토를 "자주 공동체"로 선언했으며, 이는 "지위가 평등하며, 국내 또는 외부 문제의 어떤 측면에서도 서로 종속되지 않았다.이 법은 캐나다, 아일랜드 자유국, 남아프리카 공화국의 영토에서 법안이 통과된 직후에 발효되는 사실상의 독립을 법적으로 인정했다.그러나 웨스트민스터 법령은 호주, 뉴펀들랜드 및 뉴질랜드의 영토에 법의 제정이 지역 의회에서 웨스트민스터 법령을 비준하는 앞서 언급한 영역에 의존한다고 기술한 법령의 섹션 10과 함께 즉시 적용되지 않았다.

### 프랑스
전쟁 사이에 프랑스 외교 정책의 주요 목표는 1920년대와 1930년대에 독일의 위협에 대항하여 특히 영국 및 중부 유럽의 작은 국가들과 동맹을 맺으라는 프랑스 군대의 요구에 대한 외교적 대응이었다.

#### 1920년대
프랑스는 러시아 1918-1920년과 휴전 협정 이후 라인란트에서와 같이 적극적인 개입 정책을 가지고 있었다. 프랑스는 폴란드를 원했고 폴란드-소련 전쟁에서 폴란드를 지웠했다. 또한 프랑스는 리프 전쟁에서 스페인을 지원했으며 1925년부터 1932년까지 아리스티드 브리앙은 총리를 계속 역임했다. 그는 바이마르 공화국과 국제 연맹을 지지했다. 그는 프랑스가 독일을 다루기에는 너무 약하다는 것을 깨달았고 영국의 지원에 대해 회의적이었다. 해결책은 "소협상(Little Entente)"이라고 불리는 작고 약한 국가들과의 동맹이었다.
1923년 1월 바이마르 공화국이 초인플레이션으로 배상금중 충분한 석탄을 운송하지 못한 것에 대한 대응으로 프랑스(및 벨기에)는 루르 산업 지역을 점령했다. 바이마르 공화국은 점령에 대해 배상금을 지불하기 위해 막대한 양의 마르크를 인쇄하는 등 소극적인 저항으로 대응했고, 이에 따라 인플레이션이 폭주했다. 인플레이션은 독일 중산층에 큰 피해를 입혔지만(그들의 은행 계좌가 무가치해졌기 때문) 프랑스의 프랑도 피해를 입었다. 프랑스는 독립 완충국을 가리키는 분리주의 운동을 조장했지만, 얼마간의 유혈 사태로 무너졌다. 개입은 실패했고 1924년 여름 프랑스는 도스 플랜에 명시된 배상 문제에 대한 미국의 해결책을 받아들였다.
1920년대에 프랑스는 독일의 공격을 막기 위해 고안된 마지노선이라는 정교한 정적인 국경 방어 체계를 구축했다. 이 요새는 독일 국경을 따라갔지만 북쪽으로 벨기에까지 확장되지는 않았다. 이를통해 제2차 세계 대전에서 나치 독일은 1940년 벨기에를 통해 공격해 마지노선을 중심으로 진군했다.

#### 1930년대
1933년 이후 나치 독일이 더 강해지면서 서방세계에서는 유화정책이 점점 더 많이 채택되었는데, 프랑스는 경제 침체, 식민지에서의 불안, 치열한 내부 정치 투쟁을 겪었기 때문이었다. 역사가 마틴 토마스는 유화가 일관된 외교 전략도 영국의 모방도 아니었다고 말한다.프랑스는 이탈리아와 독일 간의 동맹을 위험에 빠뜨릴 여유가 없었기 때문에 에티오피아 문제에 대해 이탈리아를 달래주었다.
히틀러가 베르샤유 조약에 따라 비무장지대로 남겨진 라인란트에 군대를 주둔시켰을 때 프랑스도 영국도 전쟁의 위험에 처하지 않았고 아무 조치도 취하지 않았다.
1936년 이후 영국과 협력한 독일의 유화 정책은 프랑스가 히틀러의 요구가 높아짐에도 불구하고 평화를 추구했기 때문이다. 에두아르 달라디에는 네빌 체임벌린이 1938년 뮌헨 협정을 이용하여 평화를 구하기를 원했기 때문에 영국의 지원 없이 독일과 이탈리아와의 전쟁을 거부했었다.1938년 프랑스와 영국이 뮌헨에서 히틀러의 조건에 동의했을 때 히틀러의 요구에 따라 체코슬로바키아와 프랑스의 군사 동맹이 희생되었다.
레옹 블름정부는 스페인 내전(1936~39) 동안 무기 금수 조치를 수립하는 데 영국과 합의했다. 블룸은 내전이 심하게 분열된 프랑스로 퍼질 수 있다는 두려움 때문에 스페인 제2공화국에 대한 지원을 거부했다. 스페인에서 공화당의 대의가 흔들렸을 때 블룸은 비밀리에 무기, 기금, 보호소와 함께 공화당의 대의를 스페인에 제공했다. 폴란드와의 군사 협력에 대한 재정 지원도 정책이었다. 정부는 무기 공급업체를 국유화하고 마지막 순간에 독일군을 따라잡기 위해 프랑스 군대를 재무장하는 프로그램을 극적으로 늘렸다.
1920년대와 1930년대의 프랑스 외교 정책은 독일의 공격 위협에 대응하기 위해 동유럽의 작은 국가들과 군사 동맹을 구축하는 것을 목표로 했다. 파리는 특히 1926년에서 1939년 사이에 이 벤처의 이상적인 파트너로 루마니아를 보았다. 하지만 제2차 세계 대전 중에 동맹은 실패했다. 루마니아는 처음에 중립국이었으나 1940년 독일이 프랑스를 패배시키고 소련이 북부 부코비나와 베사라비아 전역을 합병한 후 독일과 동맹을 맺었다. 프랑스가 사용한 주요 수단은 루마니아를 강화하고 친선을 보장하기 위한 무기 판매였다. 1938년 뮌헨에서 체코슬로바키아의 운명이 결정된 후 프랑스의 군사적 약속은 모호했고 신뢰할 수 없었다. 1938년까지 프랑스는 생산할 수 있는 모든 무기가 필요했다. 한편 독일은 강력한 경제적 유대를 구축할 준비가 되어 있었다. 1938-39년 프랑스는 독일이 루마니아 석유를 필요로 한다고 계산하여 루마니아 국경을 보장하기 위해 마지막 노력을 기울였지만, 루마니아는 독일과의 전쟁이 희망이 없다고 판단하여 베를린으로 방향을 틀었다.

### 파시즘
파시즘은 1차 세계대전 직후 유럽에서 일어난 급진적 권위주의적 민족주의의 한 형태이다. 그것은 이탈리아(1923-1943)와 나치 독일(1933-1945)을 지배했고 다른 나라에서도 그 역할을 했다. 긴밀하게 조직된 지역 그룹을 기반으로 했으며 모두 위에서 통제했다. 자유주의, 마르크스주의, 아나키즘에 격렬하게 반대하며 사회의 모든 면을 통제하려 했다. 외교 정책 역시 군사적이며 공격적이었으며 파시스트 이탈리아와 나치 독일은 제2차 세계 대전에서 중요한 동맹국이었다. 대중 기반이 잘 조성되지 않은 권위주의 정부를 가진 일본은 그들과 동맹을 맺어 추축국을 구성했다.
파시스트들은 제1차 세계 대전을 전쟁, 사회, 국가 및 기술의 본질에 막대한 변화를 가져온 혁명으로 보았다. 전면전의 도래와 사회의 전면적 대중 동원은 민간인과 전투원의 구분을 무너뜨렸으며 모든 시민이 전쟁 중에 어떤 식으로든 군대에 참여하는 "군사 시민권"이 생겼다. 전쟁으로 인해 수백만 명의 사람들을 최전선에서 동원하고 이들을 지원하기 위한 경제적 생산 및 물류를 제공할 수 있을 뿐만 아니라 시민의 삶에 개입할 수 있는 전례 없는 권한을 가질 수 있는 강력한 국가가 부상했다.
파시스트들은 자유민주주의가 시대에 뒤떨어졌다고 주장하며, 무력충돌에 대비하고 경제적 어려움에 효과적으로 대응하기 위해 전체주의적 일당제 국가에서 사회의 완전한 동원이 필요하다고 생각했으며 야당, 단체 또는 출판물은 용납되지 않았다.국가는 강력한 지도자(독재자또는 독재자의 파시스트 정당)에 의해 지도되어 민족적 통합을 구축하고 이견이 없는 안정적이고 질서 있는 사회를 유지했다. 파시즘은 폭력이 본질적으로 자동적으로 부정적이라는 주장을 거부하고 정치적 폭력과 전쟁을 국가 부흥을 달성할 수 있는 도구로 간주했다.
히틀러는 1936년 독일의 라인란트 지역에 군대를 주둔시키지 않겠다는 베르사유 조약을 무시하고 재무장화했지만 프랑스와 영국은 아무것도 하지 않았다.히틀러는 위협과 대담한 움직임이 효과가 있음을 발견하고 오스트리아, 체코슬로바키아 및 폴란드에 대한 요구를 확대했다. 마침내 영국과 프랑스는 1939년 9월 그의 폴란드 침공 이후 전쟁을 선포했으며 이로 제2차 세계 대전이 시작되었다.

### 독일
해외 식민지, 동쪽의 폴란드 지역, 서쪽의 알자스-로렌 지역을 박탈당한 독일은 1919년에 공화국이 되었다. 민주주의와 근대성에 전념했지만 극좌와 극우의 내부 도전에 직면했고 프랑스의 외부 압력에 직면했다.

#### 바이마르 공화국 (1919–1933)
1918년 11월, 카이저와 귀족은 전복되었다. 독일 사회민주당의 지도자인 프리드리히 에베르트(Friedrich Ebert)는 독일 수상이 되어 1923년 사망할 때까지 재직했다. 사민당의 온건파는 카를 리프크네히트(Karl Liebknecht)와 로자 룩셈부르크(Rosa Luxemburg)가 이끄는 급진적 요소를 축출했다. 그들은 계속해서 노동계급의 이름으로 정부를 폭력적으로 전복시키려는 공산당을 결성했으며 1919년 1월, 공산주의자들은 베를린, 브레멘, 브라운슈바이크, 루르에서 스파르타시스트 봉기(Spartacist uprising)를 이끌었다. 군대는 대부분 해산되었지만 많은 참전 용사들이 자원하여 에베르트와 그의 국방 장관 구스타프 노스케를 지원하는 프라이코프를 구성했다. 그들은 잘 조직되지 않은 봉기를 쉽게 진압했다. 리프크네히트와 룩셈부르크가 사망하여 사회주의자와 공산주의자 사이에 영구적인 균열이 발생하여 치유되지 않았다.1919년 4월 6일 바이에른에서 공산주의 반란이 일어나 단명한 바이에른 평의회 공화국이 탄생했다. 이 공화국은 다음 달에 육군과 프라이코프에 의해 진압되었다.

##### 배상금
베르사유 조약은 독일이 전쟁 중 입은 피해에 대한 배상을 요구했다. 독일은 의무를 회피하려 했지만 프랑스는 배상금을 "전후 시대의 주요 전쟁터"이자 "베르사유 조약의 체결 여부를 둘러싸고 있는 프랑스와 독일 간의 권력 투쟁의 초점"으로 삼아 군사력을 동원해 독일 산업 지역을 점령했다.
베르사유 조약과 1921년 런던 지불 일정에 따라 독일은 전쟁 중 발생한 민간인 피해를 보상하기 위해 1,320억 금 마르크(미화 330억 달러)를 배상해야 했다. 이 수치는 A, B, C의 세 가지 종류의 채권으로 나뉘었다. 이 중 독일은 'A'와 'B' 채권에 대해서만 총 500억 마르크(125억 달러)를 지불해야 했다. 독일이 지불할 필요가 없는 나머지 'C' 채권은 영국-프랑스 대중을 속여 독일이 전쟁으로 인해 무거운 벌금과 처벌을 받고 있다고 믿도록 고안되었다.
1923년 독일의 배상금이 부족해 프랑스가 루르를 점령해 배상금을 집행하자 국제적 위기가 닥쳤다. 그것은 1924년 도스 플랜의 형태로 미국의 개입으로 해결되었다.이 계획은 새로운 지불 방법을 제시했다. 뉴욕 은행들은 배상금을 지불하고 중공업을 재건하는 데 사용된 돈을 독일에 대출했다. 그럼에도 불구하고, 1928년까지 독일은 새로운 지불 계획을 요구했고, 그 결과 독일의 배상 요구 사항을 1,120억 마르크(미화 263억 달러)로 설정하고 1988년까지 독일이 지불을 완료하는 지불 일정을 수립한 영 플랜이 탄생했다. 1931년 독일 경제의 붕괴로 배상금이 1년 동안 중단되었고 1932년 로잔 회의에서 모두 취소되었다. 1919년과 1932년 사이에 독일은 배상금으로 210억 마르크 미만을 지불했다. 1953년 이후 서독은 나머지 잔액을 전액 지불했다.
독일 국민은 배상금을 국가적 굴욕으로 여겼다. 독일 정부는 베르사유 조약의 유효성과 지불 요구 사항을 훼손하기 위해 노력했다. 영국의 경제학자 존 메이너드 케인스(John Maynard Keynes)는 이 조약을 경제적으로 독일을 파괴할 카르타고의 평화라고 불렀다. 그의 주장은 영국과 다른 지역의 역사가, 정치가, 일반 대중에게 지대한 영향을 미쳤다. 케인스의 주장과 케인스의 견해를 지지하거나 강화하는 후기 역사가들의 주장에도 불구하고, 현대 역사가들의 합의는 배상금이 독일인이나 케인스가 제안한 것만큼 참을 수 없었으며, 배상할 정치적 의지가 있었다면 독일이 지불할 수 있는 범위 내였다는 것이다.

##### 라팔로, 로카르노 조약
배상 문제 외에 독일의 최우선 과제는 이웃 국가들과의 관계 정상화하였다.새로운 정책은 공산주의 소련과의 새로운 우호를 위해 동쪽으로 방향을 바꾸는 것이었다. 1922년, 그들은 라팔로 조약에 서명했다. 이로인해 처음으로 소련이 인정되었고, 대규모 무역의 길을 열었다. 모스크바는 독일이 러시아에 군사 기술을 제공하는 대가로 군인과 공군을 훈련시키는 것을 비밀리에 허용했다.

#### 나치 독일 (1933~1945)
히틀러와 그의 나치는 독일을 베르사유 조약과 유대인 조약에 대해 매우 적대적인 견해를 가진 독재 국가로 만들었다.막대한 군사비 지출로 실업 위기를 해결했다.
히틀러의 외교적 전술은 겉보기에 합리적인 요구를 한 다음, 요구가 충족되지 않으면 전쟁을 하겠다고 위협하는 것이었다. 양보가 이루어지면 그는 그것을 수락하고 새로운 요구로 옮겼다.상대방이 그를 달래려고 했을 때, 그는 제안된 이득을 받아들이고 다음 표적으로 갔다. 그 공격적인 전략은 독일이 국제 연맹에서 탈퇴하고 베르사유 조약을 거부하고 영-독 해군 협정으로 재무장(1935)을 시작했고 자르를 되찾고(1935) 재군사화되면서 효과가 있었다. 라인란트(1936)는 무솔리니의 이탈리아(1936)와 동맹인 추축국을 형성했고, 스페인 내전(1936-1939)에서 프랑코에게 막대한 군사 지원을 보냈고, 오스트리아를 점령(1938)하고, 체코슬로바키아를 점령했다. 1938년 뮌헨 협정에 대한 프랑스의 유화 정책은 1939년 8월 스탈린의 러시아와 평화 협정을 맺었고 마침내 1939년 9월 폴란드를 침공했다.

#### 1933년-1935년
히틀러와 나치는 1933년 1월에 집권하기 전까지 외교 경험이 거의 없었고 그 영역에서 천천히 움직였다. 독일 내부의 권력센터를 전면적으로 인수하는 데 집중하면서첫 번째 대외적 움직임은 병력 제한을 거부함으로써 제네바에서 진행 중인 군축 회의를 무력화시키는 것이었다. 독일인들은 나치의 돌격병이 어떤 할당 체계에도 포함되어서는 안 된다고 주장했다. 영국, 프랑스, 이탈리아, 미국은 4년 동안 군비를 동결할 준비가 되어 있었지만 독일은 즉시 "방어 무기"를 보유해야 한다고 주장했다.
독일은 1933년 10월 군축 회의와 동맹을 탈퇴했지만 그 당시에도 윈스턴 처칠을 제외하고 히틀러를 평화에 대한 적 또는 위협으로 보는 유럽 지도자는 거의 없었다. 예를 들어, 에릭 핍스(Eric Phipps) 영국 대사 1933~1937년은 나중에 유화로 알려진 정책을 열심히 추진했다. 그는 국제 연맹이 다음 전쟁을 예방하는 열쇠라고 믿었고 독일인의 협력을 이끌어내기 위해 프랑스군을 동원하려고 했다.무솔리니는 또한 히틀러와 협력하기를 열망했고 영국, 프랑스, 이탈리아, 독일 사이의 4국 조약에 독일 서명을 얻는 데 성공했다. 조약은 실패했고 히틀러는 로마의 무솔리니를 방문한 후 오스트리아를 점령하려는 독일의 의도가 무너졌다. 영국과 프랑스는 다음 몇 년 동안 독일보다 이탈리아를 더 많이 끌어들이려고 노력했다.1934년 1월 독일은 폴란드와 불가침 조약을 체결하여 동유럽에서 프랑스의 반독일 동맹 네트워크를 붕괴시켰다.1935년 3월 히틀러는 1919년 베르사유 조약에 포함된 독일 군축의 요구 사항을 비난했다. 독일과 영국은 1935년 6월 영-독 해군 협정에서 합의했다. 독일은 영국의 35%로 해군 확장을 제한하거나 이를 약속함으로써 영국과 프랑스 사이에 쐐기를 박았다.
미국인들은 히틀러와 나치에 대해 깊은 부정적인 태도를 가지고 있었고 무역 분쟁, 반유대 시위, 재무장으로 관계가 꾸준히 악화되었다. 워싱턴은 독일의 외교 정책이 주로 내부 경제 문제와 히틀러의 팽창주의적 꿈이라는 두 가지 요소를 반영한다고 결정했다. 한편, 새로운 루즈벨트 행정부는 공작 활동을 하지 않겠다는 약속과 함께 데탕트(détente)를 기반으로 소련과 관계를 맺었다.

### 동유럽
제1차 세계 대전의 주요 결과는 러시아 제국, 오스트리아-헝가리 제국 및 오스만 제국의 붕괴와 독일 제국의 부분적 손실이었다. 민족적 민족주의의 급증은 1919년의 베르사유 조약에 의해 승인된 일련의 새로운 국가를 동유럽에 형성시켰다. 우크라이나, 벨로루시, 그루지야, 아르메니아, 아제르바이잔도 같은 조치를 시도했지만 나중에 러시아의 볼셰비키에 의해 점령당했다. 체코슬로바키아와 유고슬라비아는 완전히 새로운 국가가 되었다. 오스트리아와 헝가리는 독일과 헝가리 핵심 인구를 기반으로 훨씬 더 작은 영토로 살아남았다.
폴란드는 1790년대 분할로 독일, 오스트리아, 러시아로 분할된 후 재형성되었다. 루마니아, 불가리아, 알바니아는 위기에서 살아남았지만 국경이 조정되었다. 모든 국가는 산업이 거의 없고 도시 중심지가 거의 없는 매우 시골이었다. 민족주의가 지배적 세력이었지만 대부분의 국가에는 다수의 요소에 의해 위협을 느끼는 소수 민족 또는 종교적 소수가 있었다. 거의 모든 국가가 1920년대에 민주화되었지만, 그들 모두(체코슬로바키아와 핀란드 제외)가 1930년대의 불황기에 민주주의를 포기하고 독재 국가나 독재 국가 또는 단일 정당 국가에 찬성했다. 신생 국가들은 안정적인 군사 동맹을 형성할 수 없었고, 1938년에서 1945년 사이에 점령한 나치 독일이나 소련에 맞서기에는 하나둘씩 너무 약했다.

#### 발트3국
에스토니아, 라트비아, 리투아니아는 1918-1920년에 성공적으로 러시아로부터 분리되어 독립 국가가 되었다. 볼셰비키 급진주의자들은 처음에 특히 라트비아에서 권력을 잡았으나 1920년대에 민족 민족주의에 기반한 보수적인 정치 연합으로 대체되었다. 1920년대 초의 인구는 에스토니아의 110만, 라트비아의 180만에서 리투아니아의 220만까지 다양했다. 소수민족은 에스토니아 인구의 12%, 라트비아 27%, 리투아니아 20%로 구성되어 있었다. 각각은 시골 지역, 특히 리투아니아에서 심했다.각각 국가들은 주요 소수 민족과 언어 및 종교에 특권을 부여했다. 그들은 모두 독일인, 유대인, 벨로루시인, 러시아인, 폴란드인과 같은 소수 민족의 모자이크를 처리해야 했다. 소수 민족은 다른 언어, 종교 및 문화를 가지고 있었다. 독일인은 일반적으로 주요 지주였고 분리주의 운동을 선동하려는 외부의 시도가 있었지만 거의 성공하지 못했다. 발트해 연안 정부는 소수 민족의 권리와 특권을 제한했지만 소수 민족은 동화에 저항할 만큼 충분한 연대를 가지고 있었으며 이러한 시도는 불리한 국제적 반응을 일으켰다. 폴란드의 빌뉴스 점령은 리투아니아인들의 분노를 불러일으켰고 3국 간의 어떠한 조정이나 외교적 협력도 불가능하게 만들었다.
세개의 국가 모두 1939-40년까지 살아남았지만 끝내 소련에 의해 점령되었고 지역 지도부는 억압, 처형 또는 망명으로 탈출했다. 독일인은 1941년에 침공했고 1944년에 추방되었으며 추가 숙청 후에 많은 수의 러시아인이 에스토니아와 라트비아에, 소수의 러시아인이 리투아니아에 재정착했다.

#### 그리스
제1차 세계 대전 이전 몇 년 동안 복수 전쟁이 있었던 그리스에서는 정치적 엘리트의 분열된 국제적 충성심이 역사적 적인 오스만 제국에 맞서 세계 대전에 참전하는 위기에 이르렀다. 국가 분열로 알려진 기간 동안, 엘레프테리오스 베니젤로스가 이끄는 친영적, 자유주의적, 민족주의적 운동은 보수 및 친독일 군주인 콘스탄틴 1세와 통제권을 놓고 씨름했다.

그리스 군대는 스미르나 지역과 콘스탄티노플 북쪽 지역을 점령했다.

1919년 그리스 군대는 서머나와 서부 아나톨니아의 넓은 지역을 점령했다. 그리스는 영국의 지원을 받았다. 1920년 오스만 제국 정부는 세브르 조약에 동의했고 그것은 5년 후에 그 지역이 그리스에 합류할 것인지 여부에 대해 서머나에서 국민투표를 개최할 것이라고 규정했다. 그러나 무스타파 케말 아타튀르크(Mustafa Kemal Atatürk)가 이끄는 터키 민족주의자들은 오스만 제국 정부를 전복시키고 그리스-터키 전쟁에서 그리스인을 축출하려고 했다. 주요 그리스 공세는 1921년에 중단되었고 1922년에는 그리스 군대가 퇴각했으며 터키군은 서머나를 탈환하고 모든 그리스군을 몰아냈다. 터키와의 전쟁은 현재의 터키에 살았던 그리스어는 말할 수 없던 110만 명의 그리스인 기독교인이 그리스로 다시 이동하고 380,000명의 이슬람교도가 터키로 이동하는 대규모 민족 교류를 하기로 합의했다.

#### 헝가리
1919년의 혼란 속에서 소련의 격려를 받은 헝가리 공산주의자들은 정부를 전복하고 1919년 3월 21일 헝가리 평의회 공화국을 수립했다. 벨라 쿤은 공식적으로는 외무장관이었지만 실질적으로는 새로운 지도자였다. 그의 정권은 산업과 금융을 국유화했지만 토지를 농민에게 재분배하지 않는 실수를 저질렀다. 구 지주계급이 관리하는 대규모 집단농장을 세우는 것이 계획이었지만 반대 의견이 커지자 레드 테러에서 폭력적으로 진압되었다. 헝가리는 곧 프랑스의 지원을 받은 루마니아 및 체코슬로바키아와 전쟁을 일으키고 1919년 8월 정권이 전복되었다.지주계급에 뿌리를 둔 "백인" 반혁명가들은 1920년부터 1944년 체포될 때까지 독재자였던 미클로스 호르티 제독이 집권시켰고그들은 혁명의 잔당을 진압하기 위해 무력을 사용했다.
1920년 트리아농 조약에서 헝가리는 많은 역사적 영토와 자원을 잃었고 많은 헝가리인들이 현재 다른 나라에 거주하고 있었다. 헝가리 민족은 지위 회복을 원했으나 다른 곳에서 발이 묶인 헝가리인들은 정체성을 유지하기 위해 체코슬로바키아의 St. George Scout Circle(나중에 "Sarló"로 불림)과 루마니아의 Transylvanian Youth(Erdélyi Fiatalok)와 같은 조직을 결성했다.한 가지 결과는 잃어버린 영토를 복원하겠다고 약속한 파시스트 이탈리아와 나치 독일과의 친밀도였다.

#### 프랑스-영국, 모스크바와의 동맹 실패
1939년 3월 독일이 프라하를 점령한 후, 뮌헨 협정을 위반한 영국의 체임벌린 정부는 평화 전선에 대한 소련과 프랑스의 지원을 요청했다. 목표는 폴란드와 루마니아의 독립을 보장함으로써 나치의 추가 침략을 저지하는 것이었다. 그러나 스탈린은 영국과 프랑스가 먼저 소련과 군사 동맹을 체결하지 않는 한 이러한 보증에 대한 소련의 지원을 거부했다. 런던에서 내각은 그러한 동맹을 찾기로 결정했으나 1939년 8월 모스크바에서 열린 서부 협상가들은 긴급성이 부족했다. 차관보인 윌리엄 스트랭(William Strang)과 같은 권한이 거의 없는 외교관들에 의해 느린 속도로 회담이 제대로 진행되지 않았다. 스탈린은 또한 독일의 간접적인 침략에 대해 핀란드, 발트해 연안 국가, 폴란드, 루마니아에 대한 영국과 프랑스의 보증을 주장했다. 그러나 그 국가들은 모스크바가 그들을 통제하기를 원한다는 것을 두려워했고 히틀러는 폴란드에 대한 위협을 확대하고 있었지만 소련군이 국경을 넘는 것을 어떤 상황에서도 거부했다. 역사가 마이클 자바라 칼리(Michael Jabara Carley)는 영국인들이 스탈린을 신뢰하기에는 너무 반공주의에 전념했다고 주장한다. 한편 스탈린은 동시에 독일과 비밀리에 협상하고 있었다. 그는 히틀러의 훨씬 더 나은 거래(동유럽 대부분의 지배권)에 매료되어 몰로토프-리벤트로프 조약에 서명하기로 결정했다.

### 소련

#### 1918-1920년 러시아에 대한 연합군의 개입
프랑스, 영국, 일본, 미국은 세계 대전과 러시아 내전의 마지막 해에 러시아에 대한 무력 개입을 주도했다. 목표는 독일의 진격을 막고 체코슬로바키아 군단이 러시아 항구에서 군수품과 군비 공급을 확보하는 것을 돕는 것이었다. 1918년에서 1920년 사이에 체코슬로바키아 군단은 시베리아 횡단 철도 전체와 시베리아의 여러 주요 도시를 통제했다. 1919년까지 목표는 러시아 내전에서 백군을 돕는 것이다. 백군이 패해했을 때 군대는 1920년(일본의 경우 1922년)까지 철수했다. 소련은 1991년 붕괴될 때까지 이 에피소드를 반서구 선전의 한 장면으로 만들었다. 연합군은 또한 북러시아 개입의 일환으로 아르한겔스크와 블라디보스토크에 상륙했다.
연합군의 노력은 분열된 목표와 세계 대전으로 인한 전쟁 피로로 인해 방해를 받았다. 이러한 요인들과 1920년 9월 체코슬로바키아 군단의 철수와 함께 연합국은 1920년에 북러시아와 시베리아, 사할린 섬의 개입을 끝내지 않을 수 없었다.
역사가 존 톰슨(John Thompson)은 개입이 러시아의 볼셰비키 혁명을 막는 데는 실패했지만 중부 유럽으로의 확산은 막았다고 주장한다.
그러나 그것은 성공했고 혁명적 팽창주의의 세력에 완전히 참여하여 전쟁으로 폐허가 된 동부 및 중부 유럽의 국가들, 잠재적으로 볼셰비키의 전염에 가장 취약한 국가들은 볼셰비키주의를 견디기에 충분한 사회적, 경제적 균형을 회복할 수 있었다. 개입주의적 시도는 러시아와 다른 강대국들 사이의 미래 관계에 공포와 의심이라는 추악한 유산을 남겼고, 러시아 국민에게 단일한 통일과 확실한 복종을 강요하려는 볼셰비키 지도부의 손을 강화했다.

#### 외교 정책
소련의 외교 정책은 일련의 단계를 거쳤다. 1917년 후반부터 1922년까지의 첫 번째 단계는 외국의 개입과 내전을 격퇴하는 것이었다. 소비에트는 구 러시아 제국의 많은 부분에 대한 통제권을 유지했고 백인 횡단 공화국에 대한 통제권을 되찾았다. 그들은 2차 세계 대전까지 독립을 유지했던 핀란드, 폴란드, 발트해 연안 제국을 잃었다. 그들은 폴란드와의 짧은 전쟁 후 1921년에 우크라이나 동부 절반의 통제권을 되찾았다. 1919~20년에 루마니아와 짧은 전쟁이 있었다.승리에 얼굴이 붉어진 레닌, 트로츠키와 모스크바의 다른 지도자들은 그들이 미래의 물결을 대표하며, 그리고리 지노비에프가 이끄는 코민테른이 제공하는 약간의 도움으로 반자본주의 혁명을 촉발할 수 있다고 확신했다. 지구 반대편에서, 그러나 개입은 모두 실패했다. 대부분의 경우 반군은 기성 국가군에 의해 빠르게 패배했다. 헝가리에서 공산주의-사회주의 연합이 집권했고 공산주의자인 벨라 쿤이 독재자가 되었고 루마니아인들은 1919년 8월 초에 그의 정권을 침공하여 전복했다. 베를린에서 스파르타쿠스주의 붉은 깃발 아래 공산군은 베를린, 뮌헨, 루르에서 반란을 일으켰고 며칠 만에 군대에 의해 빠르게 진압되었다.
긴 일련의 패배로 인해 위생 위생 관리 또는 완충 상태의 사슬이 생성되었다. 소련은 변덕스러운 국가가 되었고 두 번째 단계는 그 나쁜 평판을 해결하는 것이었다. 그 규모와 경제적 중요성으로 인해 1921년 영국, 이탈리아, 오스트리아, 독일, 노르웨이와 무역 협정(공식 외교 승인은 포함되지 않음)을 쉽게 체결할 수 있었다. 1922년 라팔로 조약은 또 다른 교묘한 국가인 독일과 체결하여 무역과 승인을 열었다. . 그것은 비밀리에 소련의 숨겨진 군사 시설에서 독일군에 대한 대규모 군사 훈련을 허용했다. 새로운 경제 정책(1921-1928)은 소련에 제한된 자본주의를 허용하고 외국 기업이 사업을 하도록 초대했다. 핸리 포드와 그의 전문가들은 디트로이트에서 왔으며 GAZ에 현대적인 공장을 건설했으며 포드는 상업이 평화를 이끈다고 확신했다.

#### 스탈린
레닌은 1922년에 무력화되었고 1924년에 사망했다. 그는 공산주의 봉기를 후원하려는 목표를 거부한 이오시프 스탈린으로 대체되었다. 1924년에는 영국, 이탈리아, 프랑스, 일본이 소련의 새 지도자를 인정했으며 스탈린은 지노비예프를 제거하고 세계 혁명을 설파한 트로츠키와 그의 강경한 동맹들을 숙청했다. 스탈린은 첫 번째 우선순위가 "일국 사회주의"라는 공식 슬로건으로 표현되었다고 말했다. 1928년 자본주의에 대한 NEP 실험은 종료되었다.
중앙아시아와 남아시아에서의 "그레이트 게임"이 한창이던 1921년 소련은 아프가니스탄과 우호조약을 체결했다.1920년대 전반에 걸쳐 불신과 논쟁이 영-소 관계를 특징짓고 1927년 외교적 단절로 절정에 이르렀었다. 영국은 1924년 2월 1일에 소비에트 사회주의 공화국 연방(소련 또는 소련, 1922-1991)을 공식적으로 승인했다. 양국 간의 외교 관계 1927년 5월 경찰이 전 러시아 협동조합 협회를 급습한 후 스탠리 볼드윈 총리가 소련 간첩 활동을 증명하는 해독된 소련 전보를 하원에 제출한 후 국가가 분리되었다.1929년에 새 노동당 정부는 영구적인 외교 관계를 성공적으로 수립했다.
1928년 코민테른의 제6차 세계 대회에서 스탈린은 전 세계적으로 공산당이 사회주의자나 다른 좌파 정당과 협력하는 것을 결코 허용하지 않을 것이라고 명령했다다. 프롤레타리아트의 적이었던 공산주의자들은 잠입해 노동조합을 장악하려 했고 사회주의자들은 있는 힘껏 반격했다.
인근 국가들과의 정상적인 관계로 돌아가기 위해 1932년 스탈린은 폴란드, 에스토니아, 라트비아, 핀란드, 프랑스와 같은 위생 위생 국가와 불가침 조약을 체결했다. 소련은 1934년 국제연맹에 가입했다.미국은 소련 정부를 인정한 마지막 주요 열강이었다. 1933년의 인정은 미국에서 인기가 있었으며 상인들은 대규모 무역을 계획했지만 실현되지 않았다.

#### 인민 전선

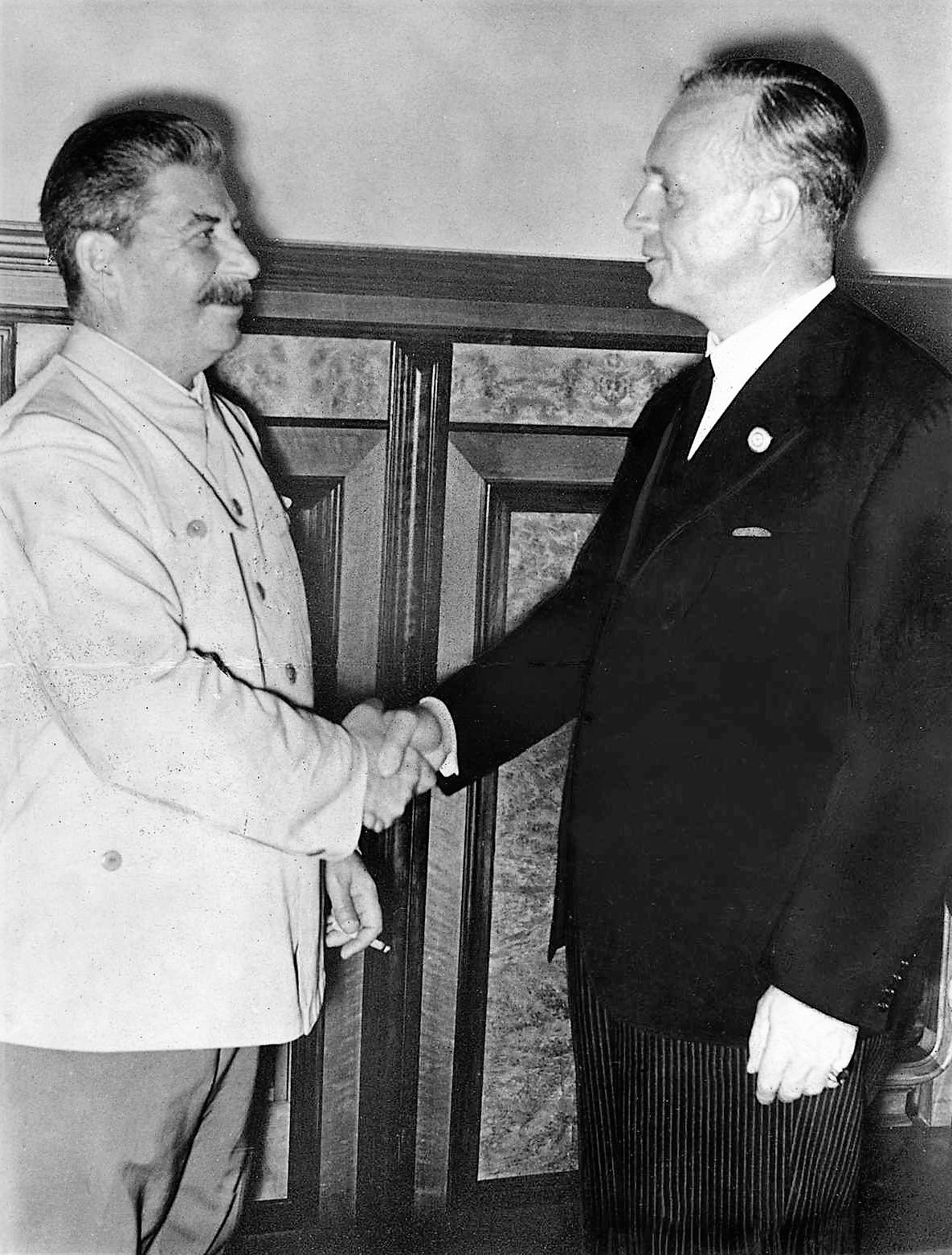
1939년 8월 모스크바에서 조약에 서명한 후 악수하는 스탈린과 리벤트로프.

좌파의 공산당과 정당들은 나치 운동의 성장으로 인해 점점 더 위협받았다. 1933년 1월에 집권한 히틀러는 독일에 대한 통제를 신속하게 공고히 하고 독일의 공산주의와 사회주의 운동을 파괴했으며 베르사유 조약에 의해 부과된 군대 제한을 거부했다. 1934년 스탈린은 1928년 사회주의자들을 공격하기로 한 그의 결정을 번복하고 그의 새로운 계획인 "인민 전선"을 도입했다. 그것은 보통 코민테른의 지시에 따라 행동하는 지역 공산주의자들이 조직한 반파시스트 정당들의 연합체였다.새로운 정책은 파시즘과 특히 나치 독일에 반대하는 다당 연합에서 좌파와 중도의 모든 정당과 협력하는 것이었다. 새 슬로건은 "파시즘과 전쟁에 반대하는 인민전선"이었다. 이 정책에 따라 공산당은 국내 사회 발전을 확보하고 소련과의 군사 동맹을 통해 파시스트 독재 정권을 고립시키려는 목적으로 모든 반파시스트 정당과 광범위한 동맹을 맺도록 지시받았다.이렇게 형성된 "인민 전선"은 프랑스, 칠레, 스페인, 그리고 중국에서 정부를 구성하는 몇 년 동안 각각 몇 년 동안만 성공적인 것으로 판명된다.다른 곳에서는 정치적인 성공을 거두지 못했지만 인민전선에서의 접근 방식은 1939년 이후 독일이 정복한 프랑스와 기타 국가의 저항 운동에서 중요한 역할을 했다. 또한 전후에는 프랑스와 이탈리아 정치에서 중요한 역할을 했다.
1938~39년에 소련은 프랑스와 영국을 포함한 독일의 적들과 강력한 군사 동맹을 맺으려 했다. 그 노력은 실패했고, 스탈린과 히틀러가 합의에 이르게 된 마지막 단계가 세계를 놀라게 했다. 역사가 프랑수아 퓌레(François Furet)는 "1939년 8월 23일 리벤트로프와 몰로토프가 모스크바에서 서명한 이 협정은 소련과 나치 독일 간의 동맹을 맺었다. 이는 단순한 불가침 조약이 아니라 동맹으로 제시되었다."라고 말하기도 했다. 비밀 조약은 폴란드의 상호 분할에 동의하고 동유럽을 분할하고 소련이 발트해 연안 국가를 인수했다.소련은 1940년 5월에서 6월 사이에 독일군이 서유럽 전역을 도는 동안 독일에 석유와 탄약을 공급하는 것을 도왔다. 거듭된 경고에도 불구하고 스탈린은 히틀러가 소련에 대한 전면전을 계획하고 있다는 사실을 믿지 않았으나 독일은 1941년 6월에 소련 침공을 시작했다.

#### 우크라이나
우크라이나는 우크라이나인, 러시아인, 유대인, 폴란드인 및 기타 소수 민족으로 구성된 복잡한 인종 혼합이었고 강한 민족주의 의식이 결여되어 있었다. 사회적, 정치적, 문화적, 경제적 엘리트들은 주요 도시에 기반을 두고 러시아 민족주의를 지지했으며 일반적으로 우크라이나 민족주의에 무관심하거나 적대적이었다. 반면 농민들은 토지 재분배를 위한 독립을 강력히 지지했다. 우크라이나는 1917년 2월 상트페테르부르크 혁명 이후 러시아에서 벗어나려 했다. 지도부는 젊고 이념적이었고 자본주의와 지주에 적대적이었고 경험이 없었다. 40,000명의 훈련된 군인을 불필요하게 거절한 강력한 군대의 필요성과 농촌 지역에 기반 시설과 공공 지원을 구축할 필요성을 인식하지 못했다.
외부 세력은 우크라이나에 대해 완전히 다른 비전에 따라 행동했고, 영국인은 새로운 국가의 허세를 조롱했다.볼셰비즘에 대한 반대에 의해서만 단결된 백인 러시아인들은 우크라이나를 러시아의 속주로 복원하기를 원했다. 러시아 볼셰비키는 민족주의를 믿지 않았고 통제권을 장악하고 농장을 집단화하려는 노력에 실패한 두 차례 우크라이나를 침공했고, 그들은 1920년에 세 번째로 성공했다.미국인들은 1919년 대규모 유대인 학살에 분노했다.독일은 우크라이나 민족주의를 러시아에 대한 도피처로 지지했지만, 주요 목표는 긴급히 필요한 식량을 확보하는 것이었다. 우크라이나는 약속된 식량 선적을 이행하기에는 너무 열악한 조직이었다.폴란드는 독일에 대항할 수 있는 인구를 만들기 위해 우크라이나를 원했다. 프랑스는 폴란드를 강력한 반독 동맹국으로 원했고 따라서 폴란드의 야망을 지지했다. 폴란드는 1919년 우크라이나를 점령했지만 1920년 폴란드-소련 전쟁에서 쫓겨났다.
역사가 폴 쿠비첵(Paul Kubicek)은 다음과 같이 말했다.
"1917년과 1920년 사이에 독립 우크라이나 국가를 열망하는 여러 단체가 생겨났으나나 이 시기는 혁명, 국제 전쟁 및 내전, 강력한 중앙 권위의 부재로 특징지어지는 극도로 혼란스러운 시기였다. 오늘날의 우크라이나인 지역에서 많은 파벌이 권력을 놓고 경쟁했으며 모든 그룹이 별도의 우크라이나 국가를 원하는 것은 아니다. 대부분의 우크라이나 땅이 소련에 편입되고 나머지 우크라이나 서부의 폴란드, 체코슬로바키아, 루마니아가 분할되면서 우크라이나 독립은 오래가지 못했다."
캐나다 학자 오레스트 접텔니(Orest Subtelny)는 유럽 역사의 오랜 기간에 대한 맥락을 제공했다.
"1919년에 총체적인 혼란이 우크라이나를 휩쓸었다. 실제로 유럽의 현대사에서 당시 우크라이나처럼 완전한 무정부 상태, 극심한 내전, 권위의 완전한 붕괴를 경험한 국가는 없었다. 우크라이나, 볼셰비키, 백색, Entente[프랑스], 폴란드 및 무정부주의자로 구성된 6개의 다른 군대가 영토에서 작전을 수행했다. 키예프는 1년도 안 되는 기간 동안 다섯 번이나 손을 바꿨다. 도시와 지역은 수많은 [군사적] 전선에 의해 서로 단절되었다. 외부 세계와의 통신이 거의 완전히 끊어졌다. 사람들이 식량을 찾아 시골로 이사하면서 굶주린 도시는 텅 비었다."
1917년부터 1921년까지의 우크라이나 독립 전쟁으로 우크라이나 소비에트 사회주의 공화국(1919년 우크라이나 인민 공화국과 서우크라이나 인민 공화국에서 병합됨)이 생성되었으며 이 공화국은 빠르게 소련에 편입되었다.

#### 스페인 내전
스페인 내전은 유럽 전역의 정치적 분열을 드러냈다. 우파와 가톨릭은 볼셰비즘의 확장을 막기 위한 방법으로 국민당을 지지했다. 노동조합, 학생, 지식인을 포함한 좌파의 전쟁은 파시즘의 확산을 막고 스페인 공화파의 대의를 지지하는 데 필요한 전투였다. 많은 국가에서 반전과 평화주의 정서가 강해 남북 전쟁이 2차 세계 대전으로 확대될 가능성이 있다는 경고가 나왔다.이런 점에서 전쟁은 유럽 전역이 점점 더 불안정해지는 지표였다.
스페인 내전에는 싸우러 온 좌우로부터 수만 명의 의용군이 참전했다.이탈리아는 보병 연대를 보냈고, 독일은 공군을 파견했다.
반파시스트 정당과의 인민 전선 협력을 통해 일하지만 모스크바의 감독을 받는 전 세계의 공산주의자 요소는 "국제 여단"에 자원 봉사자를 보냈다. 에너지, 그리고 삶의 이상주의적 원인에.공화당의 대의를 지지한 어니스트 헤밍웨이(Ernest Hemingway)와 자신을 완전히 반공산주의자로 전환한 조지 오웰(George Orwell)을 포함하여 좌파의 많은 작가와 지식인이 연루되었다. 모스크바는 또한 비밀경찰인 NKVD와 GUM의 요원 간부를 보냈다. 그들의 임무는 연대와 당 노선을 강화하고 스탈린주의 노선을 위협하는 의제가 있는 좌익 아나키스트를 식별하고 처형하는 것이었다. 1937년 스페인 정부는 보관을 위해 전체 금 공급(당시 5억 달러 이상)을 모스크바로 선적했다. 이것은 스탈린이 스페인에 대한 모든 무기 판매에 대한 지불을 통제했기 때문에 스페인 정부에 대한 지렛대를 제공했었으나 금은 반환되지 않았다.
영국과 프랑스는 스페인에 대한 모든 무기에 대한 금수 조치를 포함하여 스페인 내전의 불개입을 약속한 27개국의 연합을 이끌었다. 미국은 비공식적으로 동행했으며 독일, 이탈리아, 소련은 공식적으로 서명했지만 금수 조치를 무시했다. 그러나 수입 물질에 대한 탄압 시도는 대체로 효과가 없었고, 프랑스는 특히 공화국 군대에 대한 대량 수송을 용이하게 했다. 또한 국제연맹은 행동을 취하지 않았다.
스페인 내전이 진행되면서 대부분의 정부는 공화당과 외교 관계를 유지했지만 국민당의 임박한 승리가 분명해짐에 따라 서방 민주주의 국가는 새로운 스페인 정부가 최종 추축국에 영구적으로 충성하는 것을 방지하기 위해 외교를 신속하게 재조정해야 했다. 이전에 공화파에 잠정적으로 동조했던 프랑스 정부는 1939년 2월 25일 스페인 국민당과 베라르-조르다나 협정을 체결하여 프랑코 정부를 스페인의 합법 정부로 공식 인정했다.비시 프랑스의 최종 지도자인 필립 페탱(Philippe Pétain)은 프랑수아주의 스페인 주재 프랑스 대사가 되었다.영국 정부는 같은 날 프랑코 정부를 인정했고, 미국 정부는 1939년 4월 7일 그 뒤를 따랐다. 프랑코 정부는 서방 민주주의 국가와 유럽 파시스트 사이에 모호한 입장을 견제했고 1939년 3월 24일  방공 협정에 가입했다.
그러나 스페인 정부는 1939년 8월 몰로토프-리벤트로프 조약에서 독일-소련 협력으로 연기되었다.궁극적으로 추축국의 공개 회원 자격을 거부하고 제2차 세계 대전에서 중립을 유지했지만, 스페인 지원병들은 독일 250보병 사단의 일부로 추축국을 위해 싸울 수 있었다.
미국의 주요 외교 정책 이니셔티브는 라틴 아메리카에서 보다 비개입주의적인 미국 정책을 향한 움직임인 좋은 이웃 정책이었다. 1890년대 이후 미국인들은 이 지역을 미국의 영향력 영역으로 보았다. 미군은 아이티에서 철수했고 쿠바 및 파나마와의 새로운 조약으로 미국 보호령으로서의 지위가 종료되었다. 1933년 12월 루즈벨트는 라틴 아메리카 국가의 문제에 일방적으로 개입할 권리를 포기하고 국가의 권리와 의무에 관한 몬테비데오 협약에 서명했다. 미국은 Platt Amendment를 폐지하여 쿠바를 미국의 법적, 공식적 간섭으로부터 해방시켰다.

### 남아메리카
미국의 주요 외교 정책 이니셔티브는 남아메리카에서 보다 비개입주의적인 미국 정책을 향한 움직임인 좋은 이웃 정책이었다. 1890년대 이후 미국인들은 이 지역을 미국의 영향력 영역으로 보았다. 미군은 아이티에서 철수했고 쿠바 및 파나마와의 새로운 조약으로 미국 보호령으로서의 지위가 종료되었다. 1933년 12월 루즈벨트는 라틴 아메리카 국가의 문제에 일방적으로 개입할 권리를 포기하고 국가의 권리와 의무에 관한 몬테비데오 협약에 서명했다. 미국은 Platt Amendment를 폐지하여 쿠바를 미국의 법적, 공식적 간섭으로부터 해방시켰다.
남아메리카의 대공황은 원자재 수요가 급격히 감소하여 중요한 수출 부문을 훼손하면서 치명적인 영향을 미쳤다. 칠레, 페루, 볼리비아가 가장 큰 피해를 입었다.아메리카의 지식인과 정부 지도자들은 오래된 경제 정책에서 등을 돌리고 수입 대체 산업화로 눈을 돌렸다. 목표는 자체 산업 부문과 대규모 중산층을 보유하고 세계 경제의 기복에 영향을 받지 않는 자급자족 경제를 만드는 것이었다. 미국의 상업적 이익에 대한 잠재적 위협에도 불구하고 루즈벨트 행정부(1933-1945)는 미국이 수입 대체를 전적으로 반대할 수 없다는 것을 이해했다. 루즈벨트는 좋은 이웃(Good Neighbor) 정책을 시행했으며 남아메리카에서 일부 미국 기업의 국유화를 막지 않았다. 멕시코 대통령 라사로 카르데나스 델 리오
(Lázaro Cárdenas)는 미국 석유 회사를 국유화하여 Pemex를 만들었다.

#### 브라질

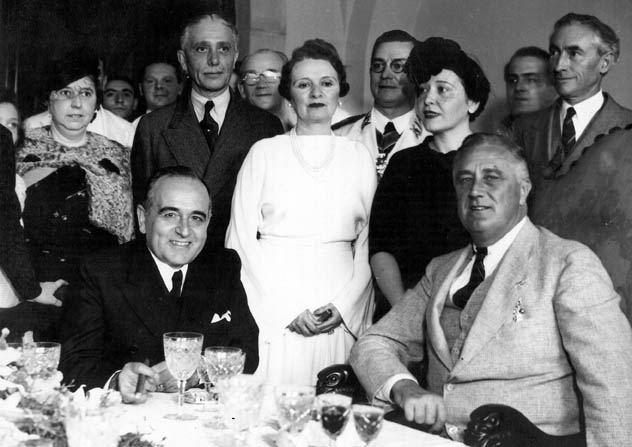
1936년 브라질의 게툴리오 바르가스 대통령(왼쪽)과 프랭클린 D. 루즈벨트 미국 대통령(오른쪽)이 미국과의 좋은 관계가 아르헨티나의 공격을 저지할 수 있기를 희망하며 회담하고 있다.

남아메리카에서 가장 큰 나라인 브라질에서는 1930년의 자유주의적 혁명이 과두적 커피 농장 소유주를 타도하고 산업화와 현대화를 촉진하는 사업적 이해관계를 가진 도시 중산층을 장악했다. 새로운 산업의 적극적인 추진은 1933년까지 경제를 반전시켰고 미국 투자자들의 지지를 독려했다. 1920년대와 1930년대에 브라질 지도자들은 아르헨티나의 암묵적인 외교 정책 목표가 포르투갈어를 사용하는 브라질을 스페인어를 사용하는 이웃과 분리하여 남미에서 아르헨티나의 경제적, 정치적 영향력을 확대하는 것이라고 결정했다. 더 나쁜 것은 더 강력한 아르헨티나 군대가 약한 브라질 군대에 기습 공격을 가할 것이라는 두려움이었다. 이러한 위협에 대응하기 위해 브라질은 미국과 긴밀한 관계를 구축했다. 한편 아르헨티나는 반대 방향으로 움직였다. 제2차 세계 대전 중 브라질은 미국의 확고한 동맹국이었고 유럽에 군대를 파견했다. 미국은 대서양을 가로질러 미군과 보급품을 수송하는 데 사용되는 공군 기지와 대잠 작전을 위한 해군 기지에 대한 무료 임대에 대한 대가로 1억 달러 이상의 임대차 보조금을 제공했다. 대조적으로 아르헨티나는 공식적으로는 중립적이었고 때로는 독일을 선호했다.

#### 국경분쟁과 전쟁
소규모 국경 분쟁은 흔했지만통제 불능 상태에 빠진 단 하나의 분쟁이 대규모 전쟁으로 이어졌다. 바로 1932-1935년의 차코 전쟁이었다. 볼리비아(인구 220만 명)와 파라과이(인구 90만 명)라는 두 개의 작은 국가가 최근 석유가 발견된 대규모 접경 지역인 그란 차코(Gran Chaco)의 통제권을 놓고 치열한 전투를 벌였다. 볼리비아는 중유이지만 수출하기 위해 파라과이가 통제하는 강에 항구가 필요했다. 볼리비아는 권위주의적인 방법을 사용하여 장비를 잘 갖춘 대규모 군대를 모았다. 그러나 그 병사들은 높은 고도에 익숙해졌고 저지대 질병이 만연한 차코 정글에서 병약해졌다. 러시아 망명 장교를 고용한 파라과이는 훨씬 더 나은 계획과 병참을 갖고 있었고 일반적으로 군사적으로 더 성공적이었다. 약 28,000명의 군인과 모두가 사망했고 파라과이는 아르헨티나와 남미 4개국이 중재한 평화 조약에서 분쟁 지역의 약 4분의 3을 차지했다. 좌절한 볼리비아 참전용사들은 정당을 결성하고 쿠데타를 일으키고 다음 쿠데타로 전복될 때까지 3년 동안 통치했다.

### 아시아

#### 이집트
1921년 12월, 시위는 다시 폭력으로 이어졌다. 증가하는 민족주의에 경의를 표하고 고등 판무관 앨런비 경의 제안에 따라 영국은 1922년 2월 28일에 일방적으로 이집트 독립을 선언했다. 그러나 영국은 이집트 왕국으로 개명된 왕국을 계속 통제했다. 영국은 왕을 인도하고 운하 지대, 수단, 이집트의 대외 및 군사 업무를 계속 통제했다. 푸아드 1세 왕은 1936년에 사망했고 파루크 1세 왕은 16세의 나이에 왕위를 계승했다. 이탈리아가 에티오피아를 침공했을 때 제2차 이탈리아-에티오피아 전쟁에 놀란 그는 영국-이집트 조약에 서명하여 영국이 1949년까지 이집트에서 수에즈 운하를 제외한 모든 군대를 철수할 것을 요구했다. 제2차 세계 대전 중 영국군은 이집트를 지역 전역의 모든 연합군 작전의 주요 기지로 사용했다. 1947년 영국군은 수에즈 운하 지역으로 철수했지만 전후 민족주의와 반영 감정은 계속 커져갔다.

#### 일본

1942년 미국, 영국, 네덜란드의 식민지를 정복한 대동아공영권.

일본에서는 군대가 점점 더 정부를 장악하고 반대하는 지도자들을 암살하고 좌파를 억압하고 중국에 대해 매우 공격적인 외교 정책을 추진했다.일본의 정책은 미국, 영국, 프랑스, 네덜란드를 화나게 했다.일본 민족주의는 민주주의에 대한 경멸과 함께 일차적 영감이었다. 극우파는 일본 정부와 사회 전반에 걸쳐 영향력을 행사했으며 특히 일본 소유의 남만주 철도를 따라 만주에 주둔한 관동군 내에서 영향력을 행사했다. 1931년 만주사변 당시 과격한 장교들은 일본 정부의 허가 없이 지방 관리들로부터 만주를 정복하고 그곳에 괴뢰정부를 수립했다. 침략 이후 일본에 대한 국제적 비판으로 일본은 국제 연맹에서 탈퇴했다.
일본의 팽창주의적 비전은 점점 더 대담해졌다. 일본의 많은 정치 엘리트들은 일본이 자원 추출과 잉여 인구의 정착을 위해 새로운 영토를 획득하기를 열망했다.이러한 야망은 1937년 중일 전쟁의 발발로 이어졌다. 일본군은 중국 수도에서 승리한 후 악명 높은 난징 대학살을 저질렀다. 일본군은 오지로 후퇴한 장제스가 이끄는 중국 정부를 무너뜨리는 데 실패했다. 분쟁은 1945년까지 지속된 교착 상태였다. 일본의 전쟁 목표는 일본 지배하에 있는 광대한 범아시아 연합인 대동아공영권을 수립하는 것이었다.일본의 외국 전쟁에서 히로히토의 역할은 논쟁의 대상으로 남아 있으며 다양한 역사가들은 그를 무력한 인물이나 일본 군국주의의 조력자이자 지지자로 묘사한다. 미국은 일본의 손쉬운 범위 내에 있는 미국 식민지인 필리핀에 대해 점점 더 걱정하게 되었고 일본의 팽창을 억제할 방법을 찾기 시작했다.
1937년 일본의 중국 침공에 대해 고립주의자를 포함한 미국 대중과 엘리트 의견을 강력히 반대했다. 루즈벨트 대통령은 중국에서 전쟁을 계속하는 데 필요한 석유와 철강을 일본에서 박탈하기 위해 점점 더 강력한 경제 제재를 가했다. 이에 일본은 1940년 독일, 이탈리아와 동맹을 맺어 미국과의 관계를 악화시켰다. 1941년 7월, 미국, 영국, 네덜란드는 일본의 모든 자산을 동결하고 석유 수송을 중단했다. 일본은 자체 석유가 거의 없었다.

#### 중국
마지막 황제를 타도한 1911년 중국 혁명은 국가 정부가 없는 지역 군벌이 권력을 쥐고 있는 혼란스러운 10년의 상황을 초래했다. 특히 지배적인 침입자 대영제국을 겨냥한 일련의 경제 보이콧은 유럽의 중국 지배를 사실상 종식시켰다. 구 중화혁명의 사상적 지도자 쑨원(孫文)은 남중국에 혁명기지를 세우고 분열된 민족을 통일시키려 했으나 실패했고 소련에 기반을 둔 공산주의 인터내셔널의 도움으로 그는 신생 중국 공산당과 동맹을 맺었다. 1925년 쑨원이 사망한 후 그의 제자인 장제스는 국민당을 장악하고 1926~1927년 북부 원정 군사 작전을 통해 중국 남부와 중부의 대부분을 지배하게 되었다. 장군은 중국 남부와 중부의 군벌들을 무력으로 무찌른 후 북방 군벌들의 명목상의 충성을 확보할 수 있었다. 1927년, 장쩌민은 공산주의자들을 등지고 중국 남부와 동부에 있는 기지에서 CPC 군대와 그 지도자들을 가차 없이 추격했다. 1934년, 중공군은 중국 소비에트 공화국과 같은 산악 기지에서 쫓겨난 장정에 착수하여 북서쪽으로 중국의 가장 황량한 지형을 가로질러 장정에 착수했다. 그곳에서 생존자들은 산시성 옌안에 유격 기지를 설립했다. 장정 기간 동안 공산주의자들은 새로운 지도자 마오쩌둥(Mao Tse-tung) 아래 재조직되었는데, 그는 소규모 산업 프롤레타리아트가 아닌 농민을 자신의 당 기반으로 삼았다.
중국에서 일본군은 도쿄에 의해 잘 통제되지 않는 사실상 자치적인 부대였다. 그것은 만주 전체를 통제하려고 했으며 실제로 중국으로 깊숙이 진출하려는 야심 찬 것이었다. 1931년 9월 만주를 점령하고 1932년 괴뢰국가 만주국의 수장으로 푸이를 세웠다. 국제연맹은 일본을 규탄하고 도쿄는 연맹을 탈퇴했다. 미국과 영국은 정복을 인정하기를 거부했지만 이 시점에서 군사적 움직임은 없었다. 일본군은 만리장성의 남쪽에서 중국 북부와 연안 지방으로 진격하기 시작했다. 1937년, 일본군은 여전히 도쿄에서 크게 독립했지만 베이징 외곽의 루거우차오 사건에서 중국군과 충돌했다.
이제 본격적인 전쟁이 시작되었다. 바로 제2차 중일 전쟁이였다.일본은 부, 기술, 화력, 기동성, 조직력 면에서 엄청난 우위를 점했다. 중국은 매우 크고 가난한 인구를 가지고 있었고 약한 국가 정부와 크고 열악한 장비와 훈련을 받지 못한 군대를 가지고 있었다. 중국은 세계 대부분, 특히 미국과 영국의 동정을 누렸지만 개입하지 않았다.상하이는 3개월 간의 전투 끝에 함락되었고 일본은 거의 모든 해안 도시를 장악했다. 난징의 수도는 1937년 12월에 함락되었다. 난징 대학살로 알려진 대량 살인과 강간 사건이 뒤를 이었다. 치앙은 수도를 외딴 충칭으로 옮겼다. 일본은 남경에 제2의 괴뢰정부인 왕징웨이 정권을 세웠다. 미국이 앞장서서 분노를 표출하고 일본의 철수를 요구하면서 인도차이나를 통한 긴 공급로로 장나라를 체계적으로 지원하기 위한 계획을 시작했다. 일본은 1941년 프랑스로부터 인도차이나를 장악하고 주요 공급선을 끊고 미국 및 영국과의 전쟁으로 갈등을 확대시켰다.

### 제2차 세계 대전의 도래

#### 전쟁
- 터키 독립 전쟁

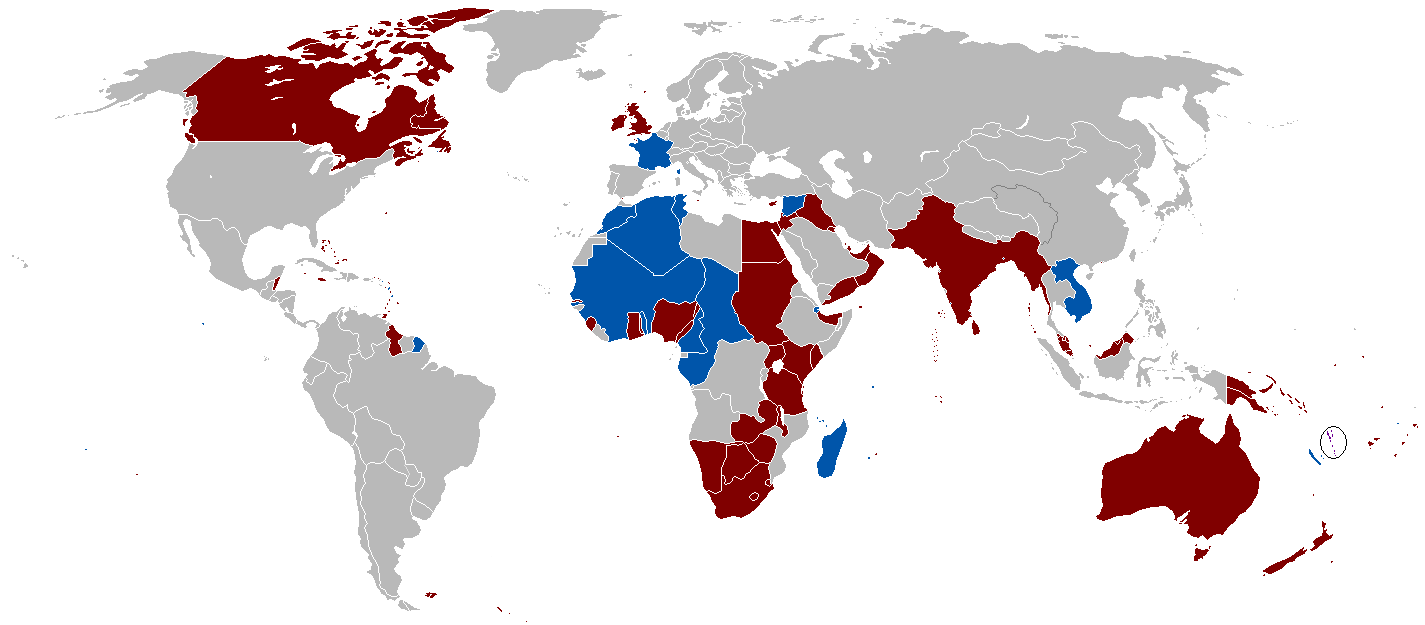
1920년 영국과 프랑스 식민 제국

- 그리스-터키 전쟁(1919년 5월 – 1922년 10월)
- 터키-아르메니아 전쟁(1920년 9월-12월)
- 프랑스-터키 전쟁(1918년 12월 – 1921년 10월)
- 왕당파와 분리주의 반란(1919–1923)
- 사우디아라비아의 통일
- 하일 정복(1903–1921)
- 쿠웨이트-사우디 전쟁(1919–1920)
- 사우디의 헤자즈 정복(1919–1925)
- 트랜스요르단-사우디 전쟁(1922–1924)
- 소련-폴란드 전쟁(1919년 2월 – 1922년 3월)
- 아일랜드 독립 전쟁(1919년 1월 – 1921년 7월)
- 영국에 대한 이라크 반란(1920)
- 리프 전쟁(1920–1927)
- 제2차 이탈로-세누시 전쟁

## 같이 보기
- 국제 관계
- 국제 관계 (1648년-1814년)
- 국제 관계 (1814년-1919년)
- 국제 관계 (1989년 이후)